# Erioptera osceola
Erioptera osceola är en tvåvingeart som beskrevs av Alexander 1933. Erioptera osceola ingår i släktet Erioptera och familjen småharkrankar. Inga underarter finns listade i Catalogue of Life.